# Corryocactus squarrosus
Corryocactus squarrosus es una especie de planta suculenta perteneciente al género Corryocactus, dentro de la familia Cactaceae. Es endémica de Perú. 

## Descripción
Corryocactus squarrosus es una especie de cactus arbustivo que se ramifica desde la base. Los tallos crecen de forma postrada o ligeramente ascendente, tienen forma cilíndrica y su epidermis es de color verde oscuro. Miden de 1 a 2 m de largo y de 2 a 2,5 cm de diámetro, y su raíz es de tipo napiforme.
Presentan de 7 a 8 costillas obtusas, y con muescas, sobre las cuales se asientan las areolas. Éstas contienen espinas de color cuerno amarillentas, desiguales y engrosadas en su base. Se distingue una única espina central de hasta 3 cm de largo y de 9 a 10 espinas radiales de 1,2 cm de largo. 
Las flores son de color rojo claro a amarillo anaranjado y miden hasta 4,5 cm de largo. El fruto es carnoso, mide 2,5 cm de largo y 1,7 cm de diámetro. En su interior contiene numerosas semillas de color negro.

## Distribución y hábitat
El área de distribución nativa de esta especie es Perú y crece principalmente en biomas desérticos o de matorral seco, entre los 2200 y 4200 metros de altitud.

## Taxonomía
La primera descripción de esta especie fue como Cereus squarrosus, publicada en 1913 por el botánico alemán Friedrich Karl Johann Vaupel en la revista científica Botanische Jahrbücher für Systematik, Pflanzengeschichte und Pflanzengeographie 111: 21.
Posteriormente, el botánico Paul Clifford Hutchison colocó la especie en el género Corryocactus, pasando a llamarse Corryocactus squarrosus y anotando estos cambios en la revista Sukkulentenkunde. Jahrbücher der Schweizerischen Kakteen-Gesellschaft 7-8: 9 en el año 1963.

Etimología
- Corryocactus: nombre genérico otorgado en honor a Thomas Avery Corry (1862-1942), quien como ingeniero de la compañía ferroviaria peruana Ferrocarril del Sur, ayudó a descubrir las plantas. De hecho, las primeras tres especies conocidas del género crecían cerca de la recién construida vía férrea. Además, la terminación cactus es un término latino que alude a las plantas del género Cactaceae.
- squarrosus: epíteto específico latino que significa 'costroso' o 'con escamas', haciendo referencia a la apariencia de los tallos.[6]

Sinonimia
- Cereus squarrosus Vaupel (1913)

- Corryocactus chavinilloensis F.Ritter (1981)
- Corryocactus gracilis F.Ritter (1981)
- Corryocactus odoratus F.Ritter (1981)
- Corryocactus pyroporphyranthus F.Ritter (1981)
- Corryocactus quivillanus F.Ritter (1981)
- Erdisia squarrosa (Vaupel) Britton & Rose (1920)

## Estado de conservación
En la Lista Roja de Especies Amenazadas de la UICN, la especie está clasificada como “Datos Insuficientes (DD)”.

## Usos
Se cultiva principalmente como planta ornamental y su propagación se realiza a través de esquejes o semillas.